# Oulad Imloul (kommun)
Oulad Imloul (franska: Oulad Imloul (CR), Oulad Imloul (Commune Rurale), arabiska: انزالت لعظم) är en kommun i Marocko.   Den ligger i provinsen Rehamna och regionen Marrakech-Safi, 230 km söder om huvudstaden Rabat. Antalet invånare är 9 641.